# Manu Nedeianu
Manu Nedeianu (n. 10 septembrie 1906, Craiova, România – d. 29 ianuarie 1983, Craiova, România) a fost un actor român de teatru și film. A desfășurat o activitate artistică bogată și îndelungată, fiind distins cu premii de creație și cu titlul de Artist Emerit în 1955. A îndeplinit, de asemenea, funcția de director al Teatrului Național din Craiova (1956–1962).

## Biografie

### Formarea artistică
S-a născut la 10 septembrie 1906 la Craiova, fiind cel mai mic din cei opt copii ai lui Constantin Nedeianu, pescar din comuna Rast (județul Dolj). Tatăl său a fost mobilizat ca dorobanț de frontieră și a luptat cu gradul de sergent în Războiul de Independență al României, fiind decorat, potrivit brevetului nr. 1325 din 1906, cu Medalia Comemorativă „40 de ani de Domnie”, în calitate de veteran de război. Potrivit documentelor, sergentul Constantin Nedeianu a constatat la 12 ianuarie 1877, în cursul inspectării cu un grup de soldați a liniei Dunării din zona Calafat, aflată între pichetele 6 și 21, că militarii cerchezi din Armata Otomană au început să traverseze Dunărea în dreptul comunei Rast și, sub acoperirea unui bastiment de război, au pătruns în pădurea de pe ostrovul Vană „fără a-i putea opri”, încălcând astfel teritoriul României.
Manu Nedeianu a avut preocupări pentru teatru încă din perioada studiilor liceale, efectuate la Colegiul Național „Carol I” din orașul natal, și a urmat apoi cursurile Conservatorului Cornetti din Craiova, la clasa profesorului Alexandru Demetrescu-Dan (Al. Dem. Dan), în trupa căruia a jucat pentru scurt timp.

### Actor de revistă
În anul 1928, după absolvirea studiilor, a fost angajat la teatrul lui Sică Alexandrescu din Parcul Oteteleșanu din București, unde a interpretat, printre altele, rolul actorului omagiat din Lumpatius Vagabondus de Johann Nestroy și rolul Marchizului din Încurcă lume  de A. de Herz, iar în anul următor a fost chemat la Teatrul Național din Craiova, jucând alături de artiști celebri ai vremii precum Alexandru Demetrescu-Dan (1870–1948), Coco Demetrescu (1871–1952) și Mia Teodorescu (1870–1929). A fost nevoit să-și întrerupă activitatea artistică pentru efectuarea serviciului militar, iar apoi, după încheierea stagiului, nu a mai fost primit la teatru de dramaturgul A. de Herz (directorul Teatrului Național din Craiova în perioada 1930–1935), care era cunoscut pentru conflictele sale permanente cu actorii.
Confruntat cu această situație, Manu Nedeianu a peregrinat în cursul anului 1931 cu rapsodul Ciorobea, alături de Madeleine Petropol, care i-a devenit ulterior soție. A înființat apoi o trupă de revistă, pe care a condus-o timp de peste un deceniu (1931–1942) și cu care a efectuat numeroase turnee pe tot teritoriul României (Constanța, Ploiești, București etc.), obținând un mare succes. Trupa sa era formată din artiști cunoscuți ai teatrului de revistă precum Violeta Ionescu, Virginica Romanovski, Agnia Bogoslava, Cleo Dragomirescu, Madeleine Nedeianu, Nae Simionescu, Mișu Bejean, Petre Mihăilescu ș.a. A jucat în perioada interbelică numeroase roluri în spectacolele trupelor de revistă între 1931 și 1942, precum și în spectacolele de operetă.

### Actor și director al Teatrului Național din Craiova

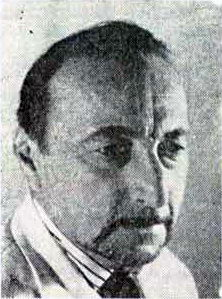
Actorul Manu Nedeianu

După reînființarea în 1942 a Teatrului Național din Craiova (care fusese desființat în 1935 ca urmare a restrângerii bugetare), Manu Nedeianu a fost cooptat, alături de soția sa, Madeleine, în trupa teatrului. S-a făcut cunoscut ca actor de comedie și a fost iubit mult de publicul craiovean. Manu Nedeianu a îndeplinit funcția de director al Teatrului Național din Craiova în perioada 1956–1962, pe care criticul Victor Parhon o considera a fi „una dintre cele mai strălucite perioade” ale teatrului craiovean.
A dovedit o bună orientare artistică, în calitate de director, prin angajarea de actori tineri și talentați și prin alcătuirea unui repertoriu valoros. În vara anului 1956, când devenise deja director, au fost angajați la Craiova tinerii actori Gheorghe Cozorici, Amza Pellea, Silvia Popovici, Constantin Rauțchi, Victor Rebengiuc, Dumitru Rucăreanu și Sanda Toma, în frunte cu profesorul lor, regizorul Vlad Mugur. În cei șase ani ai directoratului lui Nedeianu au fost puse în scenă spectacole foarte apreciate de critici și public precum Bărbierul din Sevilla de Beaumarchais, Bunbury de Oscar Wilde, Ultima generație de Florin Vasiliu și Vasile Nițulescu, Tragedia optimistă de Vsevolod Vișnevski, Arcul de triumf de Aurel Baranga, Hamlet de Shakespeare, Discipolul diavolului de George Bernard Shaw, Tudor din Vladimiri de Mihnea Gheorghiu și Gâlcevile din Chioggia de Carlo Goldoni. Calitatea spectacolelor puse în scenă la Craiova a fost evidențiată prin decernarea a trei premii la cel de-al doilea Concurs republican al tinerilor actori din teatrele dramatice: Premiul I pentru spectacolul Ultima generație, Premiul pentru regie și Premiul pentru interpretare acordat lui Constantin Rauțchi. Plecarea grupului de actori condus de Vlad Mugur, în urma intervenției scriitorului Zaharia Stancu (directorul Teatrului Național din București), a destabilizat trupa teatrului craiovean, dar Manu Nedeianu a angajat doi regizori tineri: Dinu Cernescu și Radu Penciulescu, care au revitalizat activitatea teatrului prin punerea în scenă a spectacolelor Pygmalion de George Bernard Shaw și Tânăra gardă de Aleksandr Fadeev și Nikolai Ohlopkov.
În cursul carierei sale îndelungate, Manu Nedeianu a interpretat un număr mare de roluri din dramaturgia românească și internațională, printre care Manole din Visul unei nopți de iarnă de Tudor Mușatescu, Schuntze din Șoarecele de biserică de László Fodor, Matache Funduleanu din Sfârșitul pământului de Victor Eftimiu, Cațavencu din O scrisoare pierdută de I.L. Caragiale (pentru care a obținut premii de creație), Vasile din Ion al Vădanei de Nicolae Kirițescu, Pirogov din Nunta cu zestre de Nikolai Diakonov, Sganarelle din Doctor fără voie de Molière, Sachelărescu din Fata din mansardă de Nicolae Kirițescu, Zaițev din O zi de odihnă de Valentin Kataev, Groparul din Hamlet de Shakespeare, Sciastlivțev din Pădurea de Aleksandr Ostrovski, Sir Toby din A douăsprezecea noapte de Shakespeare, Raspluev din Nunta lui Krecinski de Aleksandr Suhovo-Kobîlin, Spiridon Biserică din Mielul turbat de Aurel Baranga, Ianache Duduleanu din Gaițele de Alexandru Kirițescu (unde a jucat alături de soția sa, Madeleine Nedeianu, care o interpreta pe Aneta Duduleanu), domnul Doolittle din Pygmalion de George Bernard Shaw, maiorul Stavrat din Ecaterina Teodoroiu de Nicolae Tăutu, primarul din Revizorul de Nikolai Gogol, moș Dumitru din Înșir-te mărgărite de Victor Eftimiu sau moș Florică din Simple coincidențe de Paul Everac. A fost distribuit, de asemenea, în cincisprezece filme românești, în care a interpretat personaje secundare cu „o savoare specială și un farmec aparte”.

### Moartea
Manu Nedeianu a obținut patru premii de creație, mai multe medalii și ordine și a fost distins cu titlul de Artist Emerit în 1955. Cu ocazia aniversării a 45 de ani de activitate artistică, a fost sărbătorit solemn în seara de 17 octombrie 1970, pe scena Teatrului Național din Craiova, în prezența a numeroase personalități ale teatrului românesc, fiindu-i alături atunci soția sa, cântăreața Mia Braia, acad. Victor Eftimiu, dramaturgii I.D. Sîrbu și Tudor Mușatescu, regizorul Sică Alexandrescu, pictorul Constantin Piliuță, actorul Amza Pellea ș.a. Cu acel prilej, dramaturgul I.D. Sîrbu își încheia discursul omagial astfel: „Manu Nedeianu se retrage din teatru, ca un general ce nu a pierdut nici o bătălie. Profilul său de împărat roman merită bronzul unei efigii.”, iar acad. Victor Eftimiu afirma că „Manu Nedeianu face parte din falanga actorilor excepționali care s-au perindat pe scena craioveană”.
A avut un caracter boem, fiind un client obișnuit al terasei hotelului „Jiul”, și a rămas cunoscut craiovenilor prin anecdotele sale. În anul 1977 a publicat un volum de amintiri intitulat Cinci decenii sub luminile rampei (Ed. Scrisul Românesc, Craiova, 1977), în care prezintă, „cu întregul pitoresc al persoanei sale, dezinvolte și spirituale”, momente ale istoriei teatrale craiovene. Printre întâmplările amuzante prezentate de Nedeianu în carte sunt: îngurgitarea pe scenă a unei cane cu apă cu sare (în loc de vin) într-un spectacol cu piesa Mușcata din fereastră de Victor Ion Popa (stagiunea 1942–1943), în urma unei glume a regizorului Traian Ciuculescu; o petrecere cu Tudor Mușatescu, în vreme de camuflaj, la restaurantul „Oțet” din Craiova, după premiera piesei Visul unei nopți de iarnă; rămânerea timp de 13 zile înzăpeziți în București, în iarna anului 1954, după o festivitate de decorare oficiată de dr. Petru Groza; boxarea pe scenă cu campionul Petre Deca în peste 100 de reprezentații ale piesei Caut urgent un Shakespeare de Heinar Kipphardt (premiera: februarie 1956); participarea ca antrenor al echipei de fotbal „Artistul” de la Teatrul Național; apariția unui șobolan pe scena teatrului dn Turnu Severin într-un spectacol cu piesa Sfârșitul pământului de Victor Eftimiu.
Manu Nedeianu a decedat la 29 ianuarie 1983 la Craiova. Într-un articol omagial scris după moartea actorului, criticul de teatru Victor Parhon i-a făcut următorul portret: „Odată cu nea Manu, așa cum îi spuneam cu toții, dispare ultimul mare artist al neuitatei boeme craiovene și se pierde pentru totdeauna ceva din poezia trăsnită dar curtenitoare a crailor Băniei postbelice. Jovial, plin de solicitudine, de o veselie contaminantă, neuitînd că trecerea e și petrecere și că viața trebuie trăită din plin, dînd cu tifla necazurilor, întristărilor, vîrstei și, pînă în ultima clipă, și morții, care [...] oricum nu-i pentru vii, nea Manu a trecut încă din timpul vieții din anecdota orală în legendă, nu doar și nu numai pentru neasemuitele sale isprăvi și ziceri, ci pentru că a știut să sintetizeze și să simbolizeze – poate ca nimeni altul – o stare de spirit, eminamente olteană. [...] Creațiile sale rămîn memorabile prin căldura pe care știa s-o dea personajelor, atunci cînd aducea în scenă oameni simpli, prin cuceritoarea sinceritate și spontaneitate a jocului, prin naturalețea și firescul expresiei scenice, ca și printr-o adevărată artă a pitorescului, subsumat psihologiei fiecărui personaj. [...] [Spectatorilor] le va fi greu să uite figura jovială a lui nea Manu, el însuși personaj pitoresc al urbei, sporindu-i culoarea și farmecul, cu o amintire nostalgică și un zîmbet atoateînțelegător.”.

## Viața personală
A fost căsătorit cu actrița craioveană de comedie Madeleine Petropol (1900–1978), alături de care a jucat în numeroase spectacole reprezentate pe scena Teatrului Național din Craiova.

## Distincții
- Ordinul „Meritul Cultural” clasa a II-a (1946)[23]
- Ordinul Muncii clasa a III-a (28 ianuarie 1954) „cu ocazia împlinirii a cinci ani de activitate a Teatrului de Stat din Arad, Teatrului de Stat din Brăila, Teatrului Maghiar de Stat din Cluj, Teatrului Evreesc de Stat din București, Teatrului Maghiar de Stat din Oradea, Teatrului de Stat din Ploești, Teatrului de Stat din Pitești, Teatrului de Stat din Reșița, Teatrului de Stat din Sibiu, Teatrului Maghiar de Stat din Sf. Gheorghe, Teatrului de Stat din Orașul Stalin, Teatrului Secuesc de Stat din Târgu Mureș, Teatrului Evreesc de Stat din Iași, Teatrului de Stat din Timișoara și pentru merite în activitatea artistică”[22][24]
- titlul de Artist Emerit al Republicii Populare Romîne[2][4][25] (18 noiembrie 1955)[3][25] „cu prilejul sărbătoririi centenarului Teatrului Național din Craiova”[25]
- Ordinul Steaua Republicii Populare Romîne clasa a V-a (10 august 1964) „pentru merite deosebite în opera de construire a socialismului, cu prilejul celei de a XX-a aniversări a eliberării patriei”[26]

## Filmografie
- Tudor (1963) – vornicul Bălăceanu
- Conspirația (1973) – Spinanțiu, fruntaș țărănist[27]
- Departe de Tipperary (1973) – Spinanțiu, fruntaș țărănist[27]
- Ștefan cel Mare - Vaslui 1475 (1975) – logofătul Mihu de la Volcineț
- Actorul și sălbaticii (1975) – generalul Miclescu
- Cantemir (1975)
- Ediție specială (1978) – generalul, comandant al unui regiment de jandarmi

## Scrieri
- Manu Nedeianu, Cinci decenii sub luminile rampei, Editura Scrisul Românesc, Craiova, 1977, 208 p.